# Luguntenkopf

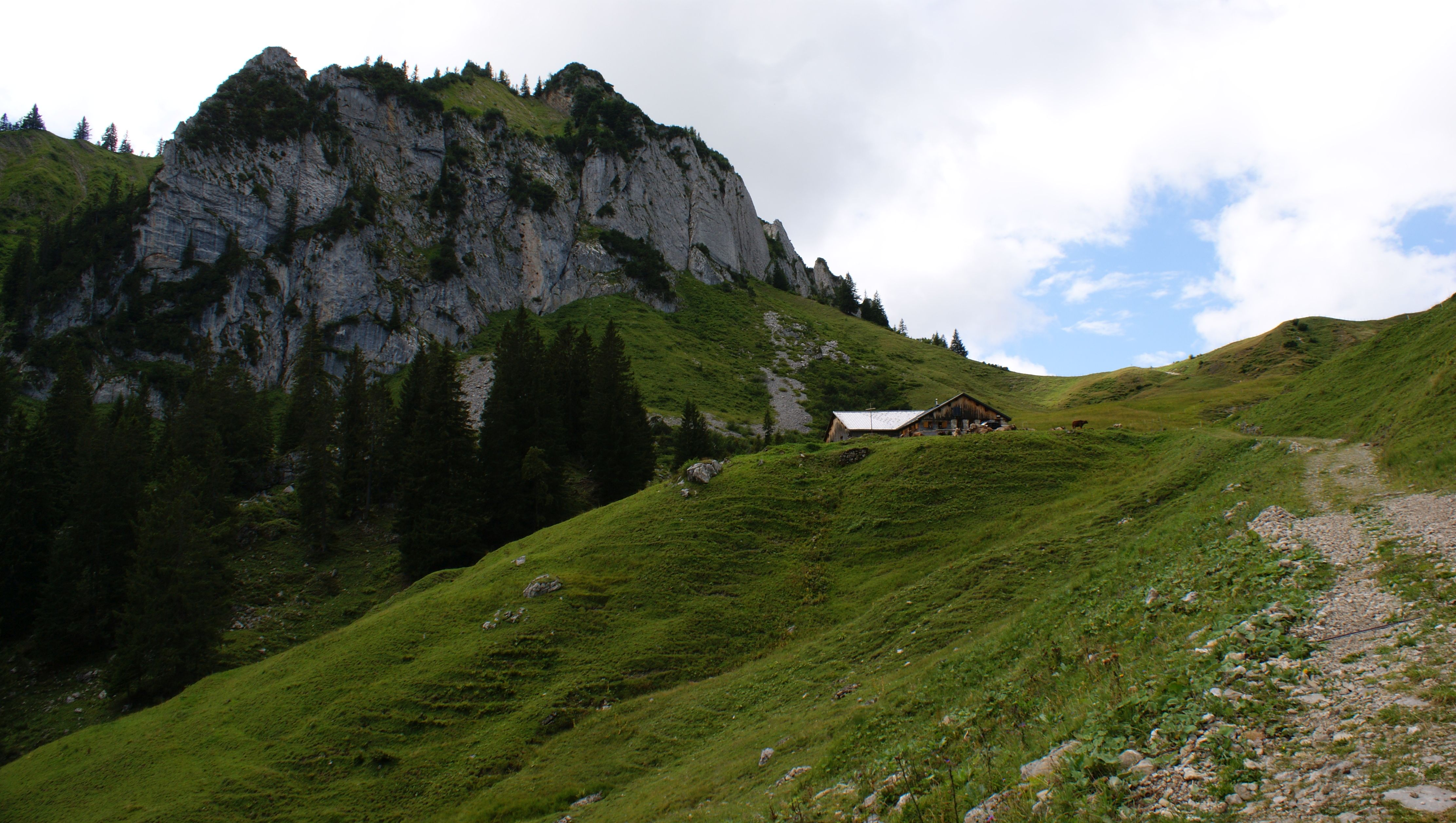
Luguntenkopf von der Alpe Gesertobel

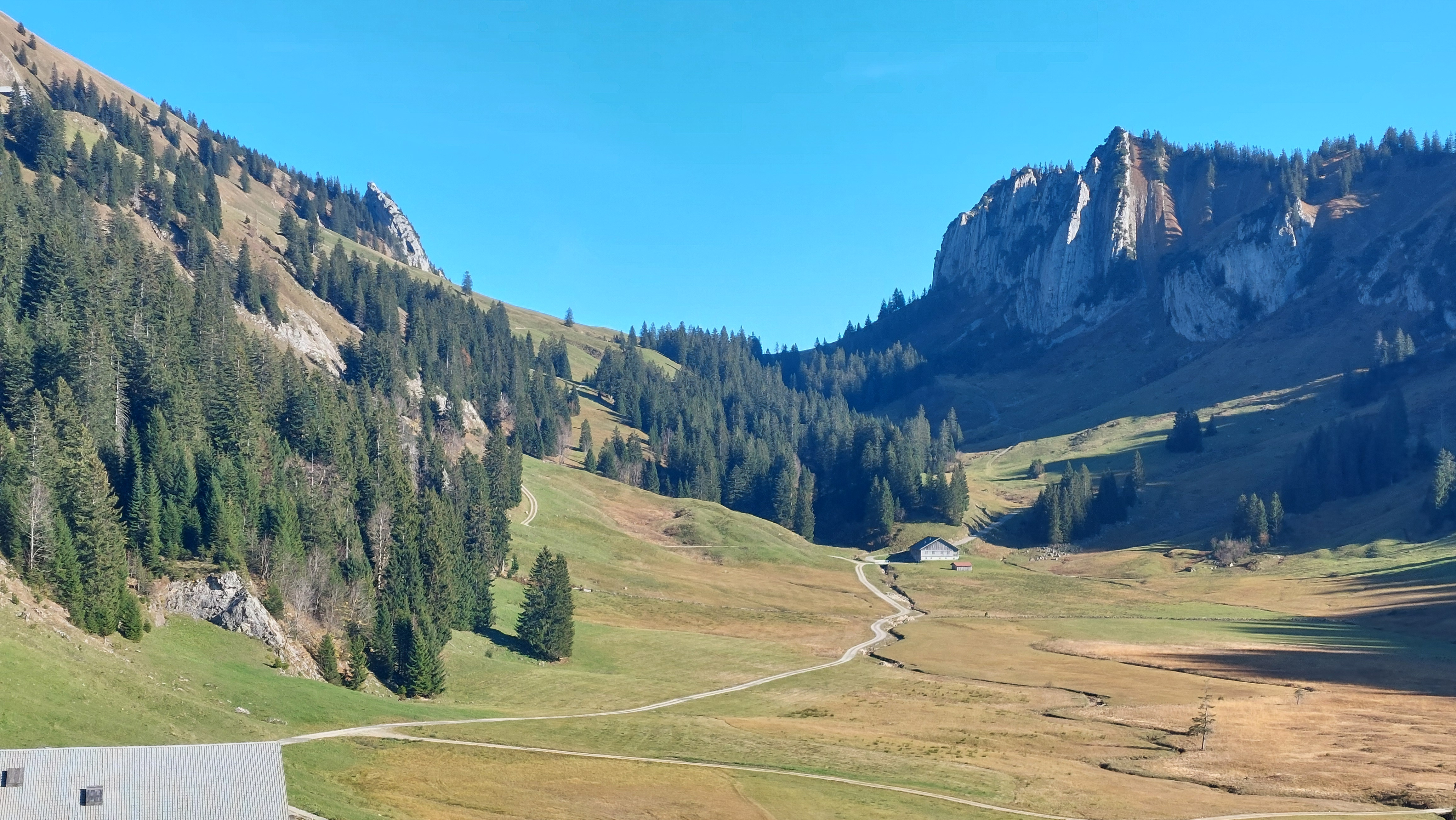
Schreiberesattel und Luguntenkopf von der Alpe Stongen

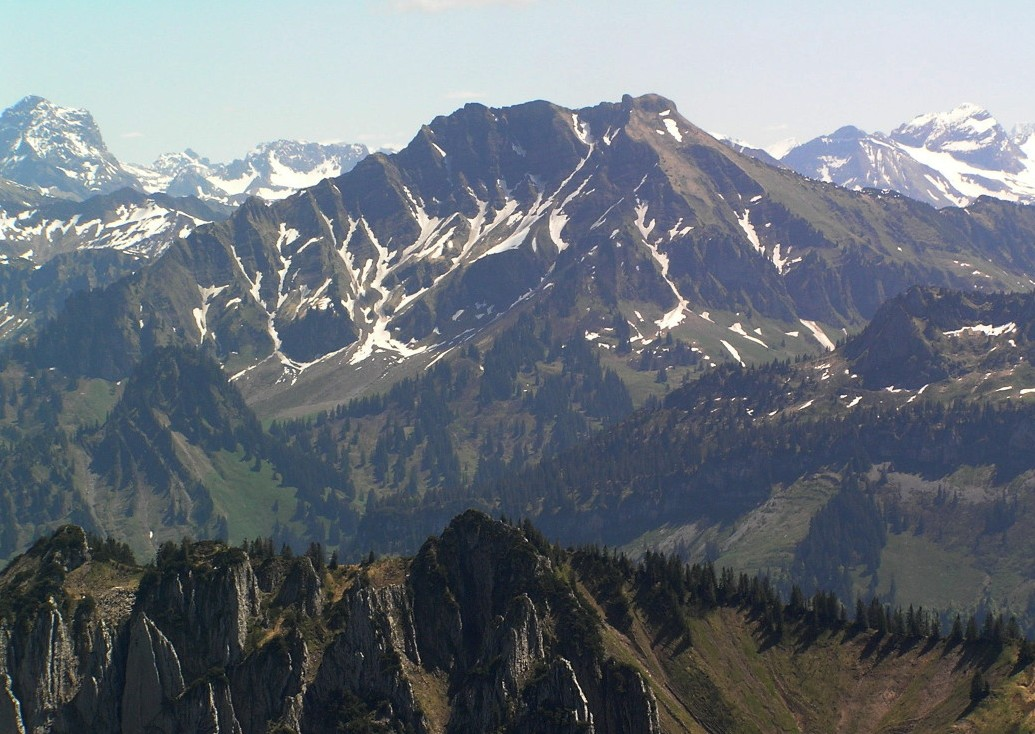
Blick von der Winterstaude: Vorne Luguntenkopf, hinten Diedamskopf

Der Luguntenkopf, auch Hinteregger genannt, ist der höchste Berg des Hinteregger Grats im Bregenzerwaldgebirge.

## Lage

### Gebirge
Der Luguntenkopf liegt gebirgsmäßig im Zentrum des Hinteregger Grats, einer Untergruppe des Bregenzerwaldgebirges. Nördlich des Hinteregger Grats liegt der Winterstaudenkamm, südlich die Bizauer Hirschberggruppe. Alle drei Kämme erstrecken sich in Ost-West-Richtung.
Westlich des Luguntenkopfs liegt der Hälekopf, östlich die Sienspitze. Nördlich liegt der Schreiberesattel, die Verbindung zum Winterstaudenkamm.

### Region, Täler und Gewässer
Der Luguntenkopf gehört zur Region Bregenzerwald. Nordwestlich liegt das Grebentobel mit dem Grebenbach, der Richtung Westen nach Bezau fließt und in die Bregenzer Ach mündet. Südlich liegt das Bizauer Tal mit dem Bizauerbach, der Richtung Westen nach Bizau fließt und ebenfalls in die Bregenzer Ach mündet. Nordöstlich liegt das Gesertobel mit dem Engegraben, der nach Osten fließt und in die Subersach mündet. Südöstlich liegt das Vorsäß Schönenbach mit dem Schönenbach, der ebenfalls in die Subersach mündet.
| Grebentobel | Winterstaudenkamm Schreiberesattel  | Gesertobel  |
| Hälekopf    |                                     | Sienspitze  |
|             | Bizauertal Bizauer Hirschberggruppe | Schönenbach |

### Politische Lage
Der Luguntenkopf liegt an der Grenze der Gemeinden Bizau und Bezau im Bezirk Bregenz im österreichischen Bundesland Vorarlberg.

## Beschreibung
Rund um den Luguntenkopf gibt es zahlreiche Alpen, die Alpe Schaef, die Alpe Seefluh, Hinteregg Vorderteil, Hinteregg Hinterteil, Kreuzbodenalpe, Untere Hintereggalpe, Obere Hintereggalpe, Obere Auenalpe, Helbockstobelalpe, Gesertobelalpe und Schreiberealpe.

### Südseite
Die Südseite ist Übergangszone von Kalk zu Flysch. Sie besteht aus steilen Wiesen, es sind ehemalige Steilhang-Bergheumähder. Heute werden nur noch kleine Flächen gemäht. Das Biotop Hinteregger Litten wird auch nicht beweidet. So kommt es zu einer sehr artenreichen alpinen Flora. Es kommen auch vermehrt Fichten auf. Im Biotop Hinteregg Vorderteil-Vorsäß Bezau gibt es artenreiche Hangflachmoore.

### Nordseite
Die Nordseite ist schroff felsig steil abfallend und nicht begehbar. 

## Wandern
Über den Schreiberesattel führt ein Wanderweg vom Grebentobel ins Gesertobel. Nur ein Wanderweg quert den Hinteregger Grat, und zwar von der Leopoldstobelalpe im Gesertobel zum Sattel zwischen Luguntenkopf und Sienspitze und weiter zur Oberen Hinteregg Alpe und hinunter nach Schönenbach.
Im Bereich der südlich gelegenen Alpen und Vorsäße gibt es zahlreiche Wanderwege.
Auf den Luguntenkopf selbst führt kein offizieller Wanderweg. Er ist aber über unmarkierte Trampelpfade von Süden her und über den Grat erreichbar. Teilweise ist kein Weg vorhanden, sondern nur steile Grasflanken, Schwierigkeitsgrad T4.